# Matthew Weston
Matthew Emlyn Weston (conocido como Matt Weston; Redhill, 2 de marzo de 1997) es un deportista británico que compite en skeleton.
Ganó seis medallas en el Campeonato Mundial de Skeleton entre los años 2023 y 2025, y dos medallas en el Campeonato Europeo de Skeleton, en los años 2023 y 2024.

## Palmarés internacional
| Campeonato Mundial | Campeonato Mundial           | Campeonato Mundial | Campeonato Mundial |
| Año                | Lugar                        | Medalla            | Prueba             |
| ------------------ | ---------------------------- | ------------------ | ------------------ |
| 2023               | Sankt Moritz (Suiza)         | Medalla de oro     | Individual         |
| 2023               | Sankt Moritz (Suiza)         | Medalla de plata   | Equipo mixto       |
| 2024               | Winterberg (Alemania)        | Medalla de plata   | Individual         |
| 2024               | Winterberg (Alemania)        | Medalla de plata   | Equipo mixto       |
| 2025               | Lake Placid (Estados Unidos) | Medalla de oro     | Individual         |
| 2025               | Lake Placid (Estados Unidos) | Medalla de plata   | Equipo mixto       |
| Campeonato Europeo |                              |                    |                    |
| Año                | Lugar                        | Medalla            | Prueba             |
| 2023               | Altenberg (Alemania)         | Medalla de oro     | Individual         |
| 2024               | Sigulda (Letonia)            | Medalla de plata   | Individual         |